# Одра Мак-Дональд
Одра Енн Мак-Дональд (англ. Audra Ann McDonald; нар. 3 липня 1970, Берлін, Німеччина) — американська акторка і співачка. Двічі лауреатка премії «Греммі», має рекордних 6 премій «Тоні», єдина акторка, що отримала нагороду в усіх акторських номінаціях. Відома за роллю доктора Наомі Беннетт в телесеріалі «Приватна практика». Веде активну концертну діяльність, виступаючи на концертах по всій території США. 2015 року у списку ста найбільш впливових людей року за версією журналу Time.

## Ранні роки
Народилася в Західному Берліні, а виросла у Фресно, Каліфорнія. Старша з двох дочок, у дитинстві була гіперактивною дитиною. Навчалася в середній школі імені Теодора Рузвельта у Фресно, а 1993 року закінчила Джульярдську школу.

## Кар'єра
2001 року Мак-Дональд вперше номінувався на премію «Еммі» в номінації «Найкраща акторка другого плану» за фільм «Епілог» режисера Майка Ніколса. Також вона з'явилася в таких телесеріалах, як «Забійний відділ», «Закон і порядок: Спеціальний корпус», «Щоденники Бедфорда» і «Викрадений».
31 грудня 2006 року, напередодні Нового року, Мак-Дональд заспівала з Нью-Йоркським філармонічним оркестром на гала-концерті каналу PBS. На виступі використали музику з фільмів. З 2007 до 2011 року Одра Мак-Дональд грала роль Наомі Беннетт у телесеріалі «Приватна практика». Наприкінці 4-го сезону акторка покинула проєкт .

## Особисте життя
У 2000—2009 року була одружена з басистом Пітером Донованом. У колишнього подружжя є донька — Зоу Маделін Донован (нар. 14.02.2001).
З 6 жовтня 2012 року одружена з актором Віллом Суенсоном, з яким зустрічалася два роки до весілля. У подружжя є донька — Саллі Джеймс МакДональд-Суенсон (нар. 19.10.2016).

## Вибрана фільмографія
| Рік       |    | Українська назва                    | Оригінальна назва                 | Роль                       |
| --------- | -- | ----------------------------------- | --------------------------------- | -------------------------- |
| 2000      | с  | Закон і порядок: Спеціальний корпус | Law & Order: Special Victims Unit | Одрі Джексон               |
| 2007—2013 | с  | Приватна практика                   | Private Practice                  | Наомі Беннетт              |
| 2009      | с  | Анатомія пристрасті                 | Private Practice                  | Наомі Беннетт              |
| 2011      | ф  | Бастіон                             | Rampart                           | Сара                       |
| 2012—2013 | с  | Вулиця Сезам                        | Sesame Street                     | курча                      |
| 2013      | с  | Гарна дружина                       | The Good Wife                     | Ліз Лоуренс                |
| 2015      | мс | Лікар Плюшева                       | Doc McStuffins                    | Ітті Бітті Бесс            |
| 2017      | ф  | Красуня і Чудовисько                | Beauty and the Beast              | Комод                      |
| 2018      | с  | Королівські перегони Ру Пола        | RuPaul's Drag Race                | сама себе, запрошена суддя |
| 2018—2019 | мс | Кінь БоДжек                         | BoJack Horseman                   | мати-настоятелька          |
| 2018—2022 | с  | Хороша боротьба                     | The Good Fight                    | Ліз Лоренс                 |
| 2020      | мс | Вампірина                           | Vampirina                         | Медуза                     |
| 2021      | ф  | Повага                              | Respect                           | Барбара Франклін           |
| 2022—2023 | мс | Позолочене століття                 | The Gilded Age                    | Дороті Скотт               |

## Нагороди та номінації
Тоні
- 1994 — Премія «Тоні» за найкращу жіночу роль другого плану в мюзиклі — Carousel
- 1996 — Премія «Тоні» за найкращу жіночу роль другого плану в п'єсі — Master Class
- 1998 — Премія «Тоні» за найкращу жіночу роль другого плану в мюзиклі — Ragtime
- 2000 — Премія «Тоні» за найкращу жіночу роль у мюзиклі — Marie Christine (номінація)
- 2004 — Премія «Тоні» за найкращу жіночу роль другого плану в п'єсі — A Raisin in the Sun
- 2007 — Премія «Тоні» за найкращу жіночу роль у мюзиклі — 110 in the Shade (номінація)
- 2012 — Премія «Тоні» за найкращу жіночу роль у мюзиклі — Porgy and Bess
- 2014 року — Премія «Тоні» за найкращу жіночу роль у п'єсі — Lady Day at Emerson's Bar and Grill

- Еммі
  - 2001 — Премія «Еммі» за найкращу жіночу роль другого плану в міні-серіалі або фільмі — «Епілог» (номінація)
  - 2008 — Премія «Еммі» за найкращу жіночу роль другого плану в міні-серіалі або фільмі — «Ізюм на сонце» (номінація)

- Греммі
  - 2009 — Найкращий класичний альбом — Rise and Fall of the City of Mahagonny
  - 2009 — Найкращий запис опери — Rise and Fall of the City of Mahagonny

- Драма Деск
  - 1994 — Премія «Драма Деск» за найкращу жіночу роль другого плану в мюзиклі — Carousel
  - 2000 — Премія «Драма Деск» за найкращу жіночу роль у мюзиклі — Marie Christine (номінація)
  - 2004 — Премія «Драма Деск» за найкращу жіночу роль другого плану в п'єсі — A Raisin in the Sun
  - 2007 — Премія «Драма Деск» за найкращу жіночу роль у мюзиклі — 110 in the Shade
  - 2012 — Премія «Драма Деск» за найкращу жіночу роль у мюзиклі — Porgy and Bess
  - 2014 — Премія «Драма Деск» за найкращу жіночу роль у п'єсі — Lady Day at Emerson's Bar and Grill